# Onomakritos
Onomakritos (ur. ok. 530, zm. 480 p.n.e.) – grecki poeta i redaktor wyroczni (χρησμολόγος, z gr. χρησμός), związany z dynastią Pizystratydów. 
Herodot podaje, że Hipparch, syn Pizystrata zlecił Onomakritosowi zebranie i uporządkowanie wyroczni Muzajosa. Jednak po tym, jak poeta Lasos z Hermione udowodnił mu dopuszczenie się fałszerstwa przepowiedni, Onomakritos został przez Hipparcha wygnany z Aten. Pojednał się z Pizystratydami po obaleniu tyranii. Według Herodota Onomakritos przebywał na dworze Kserksesa I, króla Persji i zachęcał go swoimi wyroczniami do wojennej wyprawy przeciwko Grecji.
Pauzaniasz uważał Onomakritosa za autora niektórych utworów przypisywanych Muzajosowi. Również dzięki Pauzaniaszowi wiadomo, że Onomakritosowi przypisywano reformę i upowszechnienie kultu dionizyjskiego. Poeta był autorem pieśni kultowych ku czci Dionizosa. 
Onomakritos był również uważany za członka rzekomej komisji Pizystrata, powołanej w celu zebrania, uporządkowania i zredagowania poematów Homera. Obecnie większość badaczy uważa, że komisja Pizystrata nie istniała (najwcześniejsze poświadczenie tej tradycji pochodzi dopiero z czasów Cycerona), jednak przekazy o udziale Onomakritosa w pracach komisji świadczą o tym, że Onomakritos uważany był w starożytności za wybitnego znawcę poezji.